# Hans Kammler (Politikwissenschaftler)
Hans Kammler (* 7. Dezember 1935 in Novi Sad; † 26. Mai 2014 in Bergheim) war ein deutscher Politikwissenschaftler.

## Leben und Wirken
Hans Kammler studierte Politikwissenschaft und Betriebswirtschaftslehre an der Universität Köln. Sein Studium schloss er 1960 als Diplom-Handelslehrer ab und arbeitete von 1963 bis 1966 als Lehrer an den Berufsbildenden Schulen in Wipperfürth. 1966 promovierte er bei dem Politikwissenschaftler Ferdinand A. Hermens zum Dr. rer. pol. und arbeitete anschließend von 1966 bis 1972 hier als wissenschaftlicher Assistent bzw. Studienrat/Oberstudienrat. 1972 erfolgte die Habilitation, bis 1980 lehrte er in Köln als akademischer Oberrat (abgeordnet in den Hochschuldienst). Von 1978 bis 1979 war Kammler außerdem Gastdozent am Institut für Politische Wissenschaft der Universität Kiel. Von 1980 bis 2001 wirkte er als ordentlicher Professor für politische Wissenschaft am Lehrstuhl für politische Wissenschaft des Instituts für Sozialwissenschaften an der Universität Hohenheim. Er gehört zur „Kölner Schule“ der Politikwissenschaft.

## Schriften
Bücher
- Der Ursprung des Staates. Eine Kritik der Überlagerungslehre, Westdt. Verlag, Köln 1966 (Demokratie und Frieden, Band 3) (Dissertation)
- Die Feudalmonarchien. Politische und wirtschaftlich-soziale Faktoren ihrer Entwicklung und Funktionsweise, Böhlau, Köln 1974, ISBN 3-412-02474-0.
- Logik der Politikwissenschaft, Akadem. Verlagsgesellschaft, Wiesbaden 1976 (Systematische Politikwissenschaft, Band 1), ISBN 3-400-00301-8.

Aufsätze
- Politische Heterogenität in Skandinavien. Der Fall Dänemark. In: Verfassung und Verfassungswirklichkeit (Jahrbuch), Band 1 (1967), S. 137–145.
- Zwanzig Jahre Grundgesetz. Zur Diskussion über eine Verfassungsreform. In: Die neue Ordnung in Kirche, Staat, Gesellschaft, Kultur, Band 23 (1969), S. 353–362.
- Nachbarschaftsrelationen und Bündnispolitik. In: Zeitschrift für die gesamte Staatswissenschaft, Band 126 (1970), S. 496–526.
- Zur Leistungsfähigkeit des kybernetischen Modells in der Theorie der internationalen Politik. In: Gesellschaftlicher Wandel und politische Innovation. Tagung der Deutschen Vereinigung für Politische Wissenschaft in Mannheim, Herbst 1971, Westdt. Verlag, Opladen 1972, S. 315–329, ISBN 3-531-11159-0.
- Die Begriffe des "Friedens" und der "Gewalt" in einigen neueren Ansätzen der Friedensforschung. In: Zeitschrift für Politik, Jg. 21 (1974), S. 363–371.
- Kapitalistische Expansion und Exportmonopolismus. Zur Erklärungskraft zweier klassischer Ansätze der Imperialismustheorie. In: Rudolf Wildenmann (Hrsg.): Form und Erfahrung. Ein Leben für die Demokratie. Zum 70. Geburtstag von Ferdinand A. Hermens, Duncker & Humblot, Berlin 1976, S. 199–221, ISBN 3-428-03819-3.
- Territories and People as Scarce Resources: A Study in the Economics of Conquest. In: Zeitschrift für die gesamte Staatswissenschaft, Band  133 (1977), S. 343–368.
- Staatenkonkurrenz, Machtverteilung, Imperialismus. In: Zeitschrift für Politik, Jg. 25 (1978), S. 327–348.
- The world economic order as part of the international system. In: Conflicts, options, strategies in a threatened world. Papers presented at the International Summer Course 1981 on National Security,  Inst. of Political Science, Kiel 1982, S. 117–139, ISBN 3-923855-00-1.
- Ordnungsspezifische Probleme der westlichen Sicherheitspolitik. In: Zeitschrift für Politik, Jg. 30 (1983), S. 349–365.
- International Power Distribution and the World Economic Order. In: Ronald Clapham/Hans Kammler (Hrsg.), World economic order. Liberal views, Engel, Kehl 1983, S. 119–144, ISBN 978-3-88357-034-1.
- Systemic effects of alternative world economic orders. In: Ronald Clapham/Hans Kammler (Hrsg.), World economic order. Liberal views, Engel, Kehl 1983, S. 249–267, ISBN 978-3-88357-034-1.
- Security-related effort in Western democracies. In: European journal of political research, Jg. 13 (1985), S. 311–325.
- Versagen der Demokratien? In: Zeitschrift für Politik, Jg. 33 (1986), S. 235–253.
- Politische Ökonomie der Freiheit. Bemerkungen zu "The political economy of freedom: essays in honor of F. A. Hayek". In: Ordo. Jahrbuch für die Ordnung von Wirtschaft und Gesellschaft, Band 37 (1986), S. 251–256.
- Ökonomische Probleme der Sicherheitspolitik. In: Zeitschrift für Politik, Jg. 36 (1989), S. 286–295.
- Effizienz der Sicherheitspolitik. Eine Achillesferse des Westens? In: Beiträge zur Konfliktforschung, Jg. 19 (1989), S. 65–81.
- Security-related effort in Western democracies. Towards a comparative political economy of defence. In: European journal of political research, Jg. 13 (1985), S. 311–325.
- Interdependenz der Ordnungen. Zur Erklärung der osteuropäischen Revolutionen von 1989. In: Ordo. Jahrbuch für die Ordnung von Wirtschaft und Gesellschaft, Band 41 (1990), S. 45–59.
- Wettbewerb der Systeme. Ein Thema von gestern? In: Ordo. Jahrbuch für die Ordnung von Wirtschaft und Gesellschaft, Band 43 (1992), S. 92–106.
- Wieviel Integration braucht Europa? In: Orientierungen zur Wirtschafts- und Gesellschaftspolitik, Jg. 1994, S. 26–32.
- Gemeinsame Außen- und Sicherheitspolitik. In: Rolf Caesar (Hrsg.), Maastricht und Maastricht II, Nomos, Baden-Baden 1996, S. 189–199, ISBN 3-7890-4251-X.
- Pluralismus als Vorbedingung der Vitalitat Europas – Nachteile der Größe. In:  Rolf Caesar (Hrsg.), Maastricht und Maastricht II, Nomos, Baden-Baden 1996, S. 277–287, ISBN 3-7890-4251-X.
- Positionsgüter, Militärausgaben und Lastenverteilung. In: Dieter Fritz-Assmus (Hrsg.), Sicherheit in einem neuen Europa. Ökonomische und politische Aspekte, Haupt, Bern 1996, 165–193, ISBN 3-258-05295-6.
- Souveräne Gleichheit? Führung und Herrschaft in der Staatengesellschaft als Gestaltungsfaktoren. In: Edward Keynes (Hrsg.), Denken in Ordnungen in der Politik. Herausforderungen an eine anwendungsbezogene politische Wissenschaft [Symposium anläßlich des 60. Geburtstages von Werner Kaltefleiter]. Lang, Frankfurt am Main 1997, S. 63–76, ISBN 3-631-32391-3.
- Theories of international politics. In: Robert L. Pfaltzgraff (Hrsg.): Strategy and international politics. Essays in memory of Werner Kaltefleiter,  Lang, Frankfurt am Main 2001, S. 13–36, ISBN 3-631-37232-9.
- Liberale Führungsmächte, gestern und heute. In: Zeitschrift für Politik, Jg. 49 (2002), S. 361–379.